# Get Him to the Greek

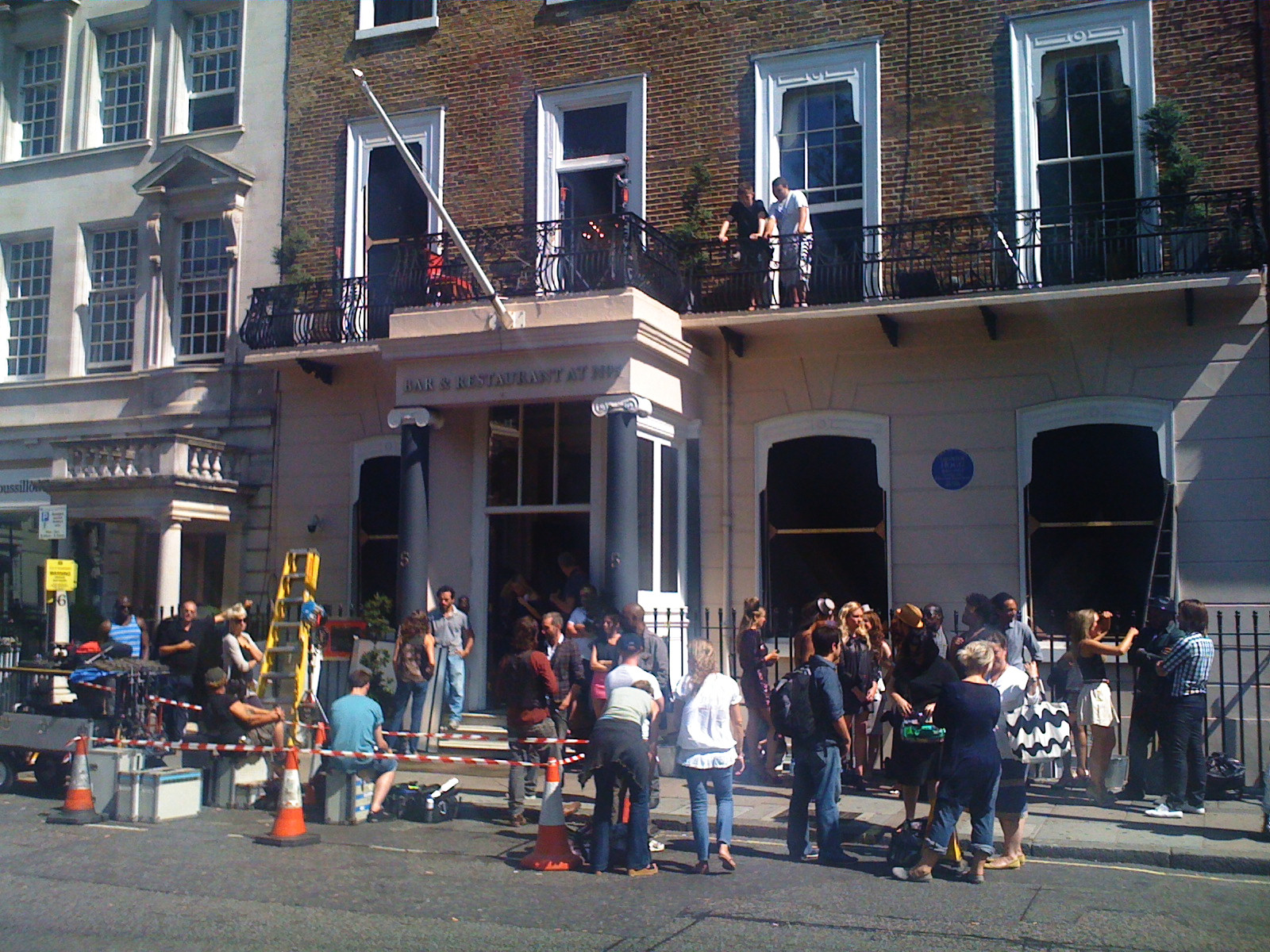
Set van Get Him to the Geek op Cavendish Square, Londen

Get Him to the Greek is een Amerikaanse filmkomedie uit 2010 onder de regie van Nicholas Stoller. Hoofdpersonage Aldous Snow (Russell Brand) verscheen eerder als bijpersonage in de filmkomedie Forgetting Sarah Marshall. Het titelpersonage uit die film - gespeeld door Kristen Bell - verschijnt in Get Him to the Greek opnieuw als cameo in een televisieprogramma dat Snow op zeker moment bekijkt.
Verschillende personen uit de muziek-, film- en televisiewereld verschijnen in de film enkele seconden als zichzelf, maar dan als vriend of scharrel van Snow of op een fictieve manier hun echte beroep uitoefenend. Voorbeelden hiervan zijn P!nk, Lars Ulrich, Mario López, Christina Aguilera, Tom Felton en Pharrell Williams.

## Verhaal
Aaron Green (Jonah Hill) werkt bij een muziekbedrijf en is op zoek naar nieuw talent of potentiële kansen om geld te verdienen. Hij is fan van Aldous Snow (Russell Brand) en zijn band Infant Sorrow. Hij komt op het idee de oudere uitgebluste muzikant tien jaar na zijn grootste succesoptreden op dezelfde locatie een optreden te laten geven onder het mom van een tienjarig jubileum. Dit idee is hem deels ingegeven omdat hij zijn grote held graag een keer live wil zien en deels omdat hij door veel geld binnen te halen indruk kan maken op zijn baas Sergio Roma (Sean Combs).
Roma geeft Green de opdracht om Snow binnen drie dagen van zijn appartement in Londen naar het The Greek Theatre in Los Angeles te krijgen. Snow blijkt alleen een eigenwijze, egoïstische muzikant die vooral uit is op feesten en geen rekening houdt met andermans schema's. Zo bezorgt hij Green behoorlijk wat problemen onderweg, zowel met zijn baas als met zijn vriendin Daphne Binks (Elisabeth Moss).

## Rolverdeling
| Acteur                | Personage      |
| --------------------- | -------------- |
| Russell Brand         | Aldous Snow    |
| Jonah Hill            | Aaron Green    |
| Sean 'P. Diddy' Combs | Sergio Roma    |
| Rose Byrne            | Jackie Q       |
| Colm Meaney           | Jonathan Snow  |
| Dinah Stabb           | Lena Snow      |
| Elisabeth Moss        | Daphne Binks   |
| Kristen Bell          | Sarah Marshall |

## Ontvangst
- Rotten Tomatoes gaf de film een score van 73 procent gebaseerd op 181 beoordelingen.[2]
- Metacritic gaf de film een score van 65 gebaseerd op 39 beoordelingen.[3]